# Dongel

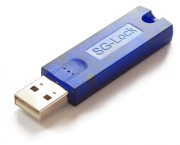
En USB-dongel.

Dongel (en. dongle) eller "hårdvarulås" är ett fysiskt kopieringsskydd för datorprogram, ofta i form av en USB-enhet som ansluts till ett USB-uttag på datorn. Det skyddade programmet skickar signaler till dongeln som svarar med en kod som programmet godkänner. Exempel på program som är skyddade med en dongel är videoredigeringsprogram från Avid samt musikredigeringsprogrammet Cubase.
I en bredare betydelse används termen även för en liten dosa som ansluts till ett uttag i datorn, t.ex. ett externt trådlöst modem, en blåtandsmottagare med USB-kontakt eller HDMI till VGA-adaptrar.

## Historik
Det första program som använde ett fysiskt kopieringsskydd var ordbehandlingsprogrammet WORDCRAFT från 1980, där dongeln kopplades till den externa kassettporten (IEEE-488) på en Commodore PET. Den första dongeln var en enkel passiv enhet där givna signaler på vissa ledare i kassettporten gav förutbestämda utsignaler på andra kontakter. Själva termen "dongle" har ingen klarlagd etymologi, utan tycks ha valts godtyckligt av uppfinnarna.
Under 1990-talet utvecklades tekniken till aktiva enheter som anslöts via parallell- eller serieporten med en mikroprocessor som skötte kommunikationen med värddatorn. Modernare versioner av donglar använder i allt högre utsträckning USB-gränssnittet. I flera avseenden kan smartkort erbjuda den funktionalitet som donglar innehåller.